# Dave McMoyler
David R. „Dave“ McMoyler ist ein Tontechniker.

## Leben
McMoyler begann seine Karriere Ende der 1980er Jahre. Sein Debüt hatte er 1987 mit dem Actionfilm Der Berserker mit Robert Carradine und Billy Dee Williams in den Hauptrollen. Er arbeitete im Anschluss zunächst für das Fernsehen, unter anderem an 21 Folgen der Krimiserie In der Hitze der Nacht. Für sein Wirken beim Fernsehen war er zwischen 1988 und 1991 viermal für Primetime Emmy nominiert, wobei er den Preis zweimal gewinnen konnte: 1989 für den mit zwei Golden Globe Awards prämierten Western Der Ruf des Adlers und 1991 für den mit insgesamt vier Emmys ausgezeichneten Historienfilm General Custers letzte Schlacht.
Mit Beginn der 1990er verlagerte sich sein Arbeitsschwerpunkt zum Film. Er wirkte unter anderem an Michael Manns Der letzte Mohikaner und Heat mit. Zwischen 2000 und 2016 war er fünf Mal für den Golden Reel Award nominiert und konnte die Auszeichnung einmal gewinnen. 1999 war er für Die Maske des Zorro für den Oscar in der Kategorie Bester Tonschnitt nominiert, die Auszeichnung ging in diesem Jahr jedoch an Gary Rydstrom und Richard Hymns für Der Soldat James Ryan.

## Filmografie (Auswahl)
- 1987: Der Berserker (Number One with a Bullet)
- 1989: UHF – Sender mit beschränkter Hoffnung (UHF)
- 1992: Der letzte Mohikaner (The Last of the Mohicans)
- 1993: Cliffhanger – Nur die Starken überleben (Cliffhanger)
- 1995: Heat
- 1998: Die Maske des Zorro (The Mask of Zorro)
- 1999: The 13th Floor – Bist du was du denkst? (The Thirteenth Floor)
- 2000: Vertical Limit
- 2003: Freddy vs. Jason
- 2005: Sind wir schon da? (Are We There Yet?)
- 2006: Snakes on a Plane
- 2009: Die Frau des Zeitreisenden (The Time Traveler’s Wife)
- 2010: R.E.D. – Älter, Härter, Besser (RED)
- 2013: R.I.P.D.
- 2015: Die Bestimmung – Insurgent (The Divergent Series: Insurgent)

## Auszeichnungen (Auswahl)
- 1999: Oscar-Nominierung in der Kategorie Bester Tonschnitt für Die Maske des Zorro